# Hrobka Dubských (Lysice)
Hrobka Dubských je novogotická pohřební kaple Povýšení sv. Kříže v Lysicích v okrese Blansko. Nachází se na západní straně hřbitova Lysice při ulici Boskovická. Sloužila jako pohřebiště hraběcího rodu Dubských z Třebomyslic, kteří byli majiteli zámku Lysice. Podle rodinné tradice ji navrhl Emanuel Dubský. Hrobka byla vysvěcena v roce 1881. Objekt spravuje římskokatolická farnost Lysice a je památkově chráněn.

## Historie

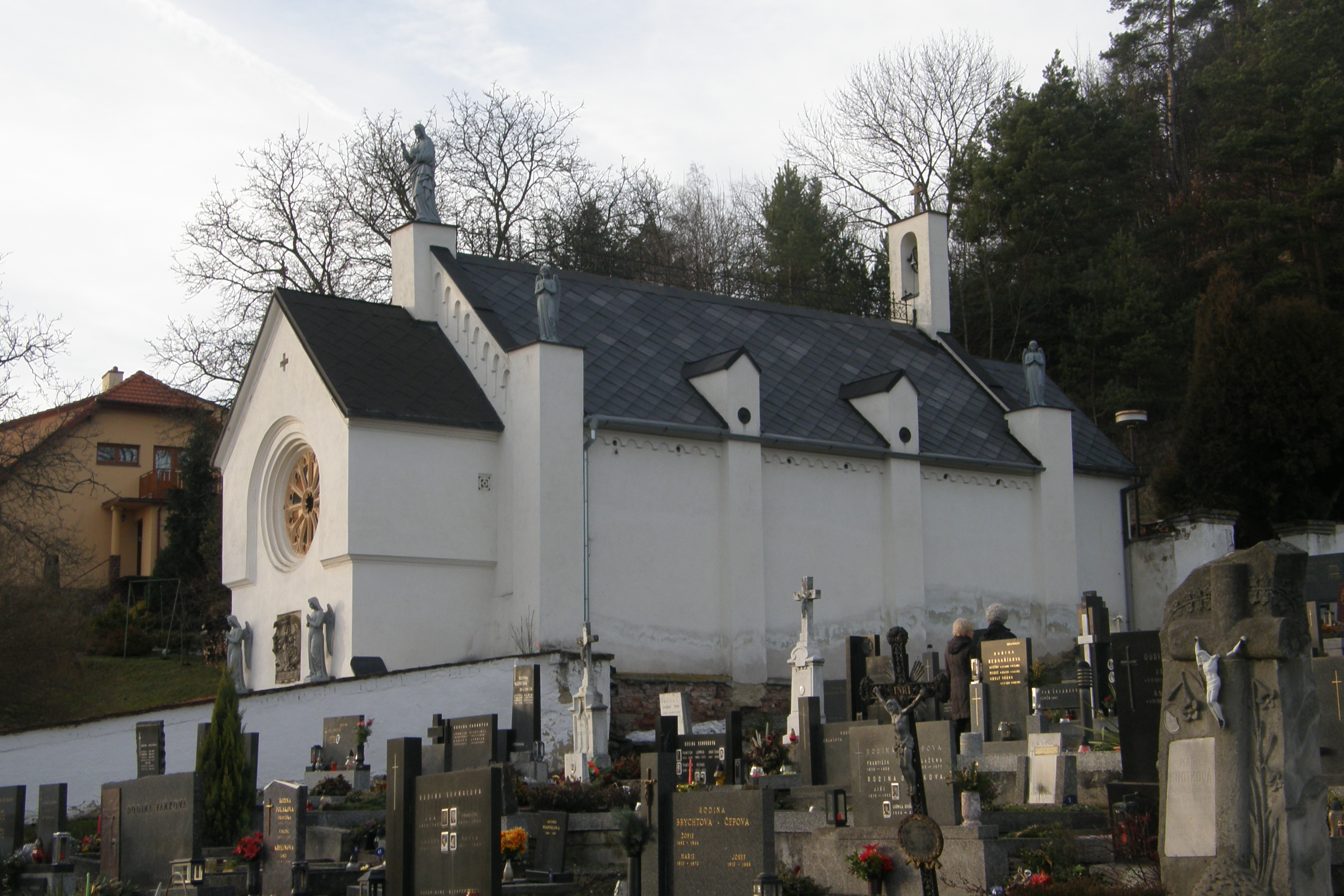

Lysice se dostaly do majetku Dubských z Třebomyslic prostřednictvím sňatku Františka Dubského (1749/1750–1812) a Antonie Piatti z Drnovic (1773–1843), která pocházela z původně italského rodu a byla jedinou dědičkou. Zámek a statek Lysice vlastnili Dubští do roku 1945.
Hřbitov Lysice byl zbudován společným nákladem obcí Lysice, Žerůtky, Štěchov a Lačnov v letech 1785–1787 a byl později rozšířen.
Hrobku nechal vystavět a pravděpodobně ji i navrhl Emanuel Dubský (1806–1881). Pozemek pro stavbu získal v roce 1880 hrabě od obce zdarma výměnou za to, že nechal upravit cestu na pole za hřbitovem. Hrobku vysvětil 21. září 1881 farář Rudolf Keitter. Následující den v ní byl jako první pohřben stavebník hrobky Emanuel Dubský. Na kapli se však ještě i nadále pracovalo. Do hrobky byly 6. prosince 1881 z klenuté hrobky pod lysickým kostelem sv. Petra a Pavla převezeny i ostatky členů rodiny, kteří zemřeli před vybudováním této hrobky. Kaple nad hrobkou pak byla vysvěcena 29. října 1884 brněnským biskupem Františkem Saleským Bauerem.
V roce 1962 byla kaple přebudována na obřadní síň, která se však využívala spíše jen výjimečně. Tehdy byl odstraněn oltář a sochy v interiéru kaple. Sochy se nacházejí ve farním kostele na severní oratoři.
Po Sametové revoluci přešla hrobka pod správu lysické farnosti a v letech 2000–2002 byla zrekonstruována. Interiér kaple však obnoven nebyl.

## Architektura

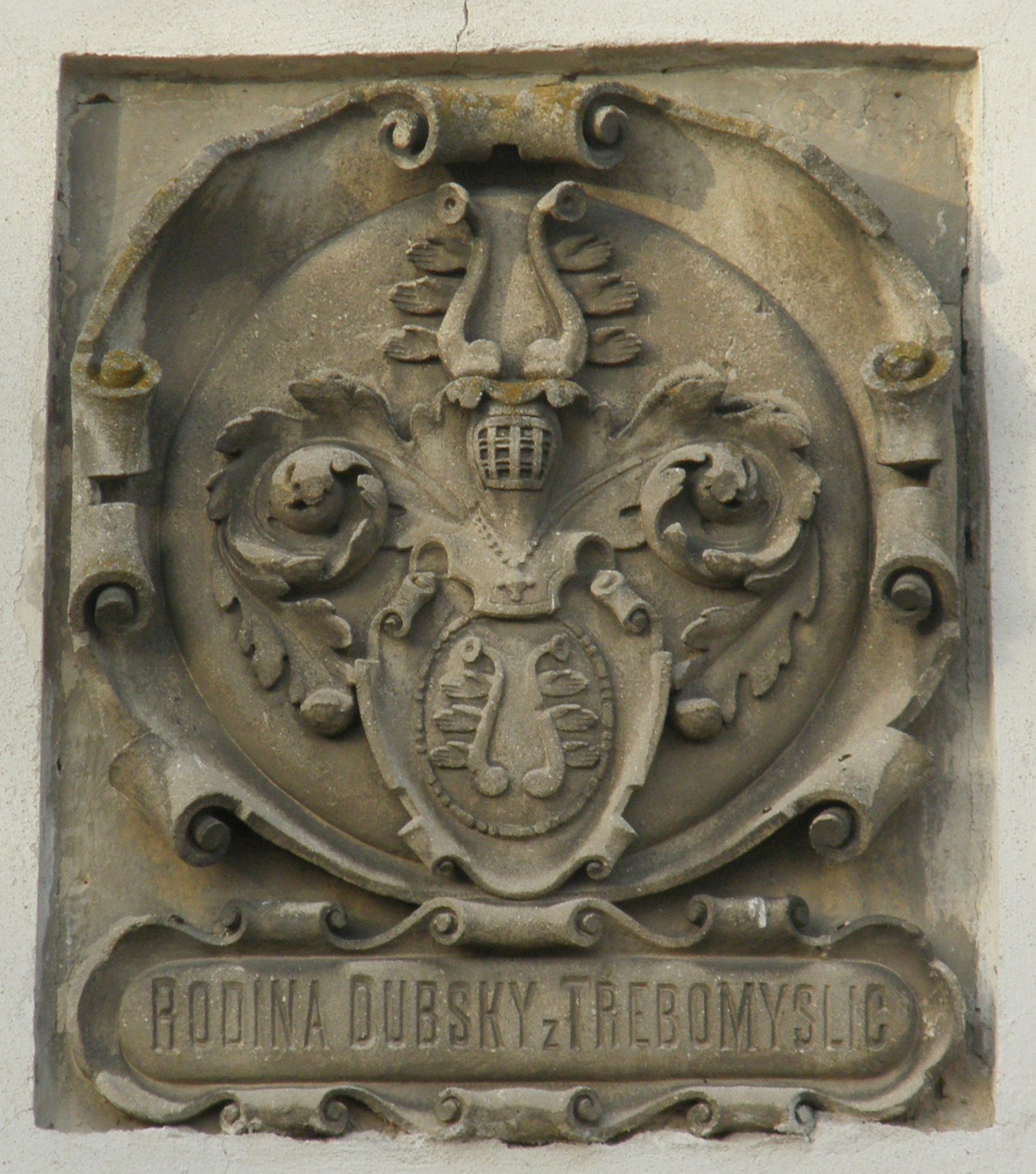
Erb a nápis nad vchodem

Neorientovaná stavba obdélného půdorysu se skládá z dvou podlaží. Spodní část byla postavena jako hrobka, horní část jako kaple. Nejvíce zdobené je průčelí na jižní straně. Dominuje mu předsazená patrová předsíň obdélného půdorysu, která má sedlovou střechu. Průčelí i boční stěny předsíně jsou završeny profilovanou římsou. Vstup do hrobky je v přízemí skrz profilovaný sedlový portál, na který po stranách navazuje kamenný sokl. Horní část zdobí velká rozeta vyplněná barevným sklem. Fasáda je hladká, ve dvou třetinách výšky mírně předsunutá s obloukovým stupňovitě členěným vybráním okolo rozety. Předskočení fasády přechází i do bočních stran předsíně. Mezi portálem a rozetou je zazděna čtvercová kamenná deska s tesaným erbem v kruhové kartuši a nápisem RODINA DUBSKY Z TŘEBOMYSLIC v oválné kartuši. Po stranách desky stojí na konzolách dvojice andělů. Nad rozetou je větrací okénko ve tvaru řeckého kříže. Štít předsíně zakončuje litinový kříž, zatímco štít za předsíní je osazen převýšeným osovým pilířem se sochou žehnajícího Krista.
Boční fasády jsou členěny čtyřmi opěrnými pilíři nad úroveň střechy, zatímco střední jsou zakončeny sedlovými stříškami, krajní mají ploché zakončení a na nich stojí sochy andělů. Boční fasády a jižní štít pod kordonovou římsou zakončuje zubořez. V zubech zubořezu bočních stěn se nacházejí větrací okénka s keramickou kružbou. Budovu obíhá neomítnutý sokl, který je oddělený římsou.
Severní štít ve vrcholu přechází do jednoduché otevřené zvonice. Průčelí předsunuté severní předsíně se sedlovou střechou je hladké, v ose je zabudován profilovaný sedlový portál vedoucí do kaple. Prostor nad portálem zdobí malá rozeta a nad ní obdélná deska s letopočtem 1881. Předsíň je zakončena profilovanou římsou. I zde je štít předsíně zakončen litinovým křížem.
Střecha je sedlová, štíty převyšují rovinu střechy. V hřebeni probíhá ornamentální plůtek.

## Interiér a vybavení
V kapli se původně nacházely všechny náhrobní desky, jejich umístění kopírovalo polohu rakví v přízemí. Po rekonstrukci se náhrobníky z mramoru nacházejí na stojanech dole v hrobce.
Rakve jsou uloženy v regálech po stranách (tři podlaží) a v závěru hrobky (dvě podlaží). Pietní prostor zdobí andělé na konzolách po stranách nebo v nikách v závěru hrobky. V horní části severní stěny je mramorový nápis v němčině WIRKEN SEI DEN LEBENDEN DOCH DEN TODTEN SEI DIE RUHE! Písmena jsou střídavě zvýrazněna třemi barvami – zlatou, modrou a červenou.

## Seznam pohřbených
Seznam vychází ze soupisu náhrobních desek a z matrik zemřelých. Hrobka mladší hraběcí – zdislavické větve Dubských se nachází ve Zdislavicích, tam byla pohřbena i Marie von Ebner-Eschenbachová (1830–1916).

### Chronologicky podle data úmrtí (výběr)
V tabulce jsou uvedeny základní informace o pohřbených. Fialově jsou vyznačeni příslušníci rodu Dubských, žlutě jsou vyznačeny manželky přivdané do rodiny a jejich příbuzní. Červeně jsou zvýrazněni majitelé statku Lysice a zeleně osoby, které byly původně pohřbeny někde jinde.
Rod Dubských z Třebomyslic pochází pravděpodobně z vesnice Třebomyslice na Horažďovicku a své jméno odvozuje od statku Dub na Prachaticku. V roce 1608 byl povýšen do stavu svobodných pánů. V roce 1810 byla lysická větev povýšena do hraběcího stavu. Generace jsou počítány od Beneše Dubského z Třebomyslic († asi 1533). Seznam nemusí být kompletní.
| Po-řadí | Gene-race  | Jméno pohřbeného                                                  | Datum a místo narození                                               | Otec | Datum a místo sňatku, choť                                                              | Pohřeb a uložení do hrobky | Poznámky |
| Po-řadí | Gene-race  | Jméno pohřbeného                                                  | Datum a místo úmrtí                                                  | Matka | Datum a místo sňatku, choť                                                              | Pohřeb a uložení do hrobky | Poznámky |
| ------- | ---------- | ----------------------------------------------------------------- | -------------------------------------------------------------------- | --- | --------------------------------------------------------------------------------------- | --- | --- |
| 1.      | 8.         | František Dubský z Třebomyslic                                    | 1749 nebo 1750                                                       | Jan Karel Dubský z Třebomyslic 1690–1772                                                                 | 5. 6. 1786 Pouzdřany: Františka ze Sternbeggu 18. 2. 1769 – 4. 8. 1804 nebo v roce 1803 | Pohřben 27. 8. 1812 v Lysicích. Do nové hrobky ostatky uloženy 6. 12. 1881.                                                                                          | Zakladatel lysické větve Dubských, císařský komorník (1772) a tajný rada (1811), dvorní rada nejvyššího soudu ve Vídni (1804), v roce 1810 povýšený do hraběcího stavu, prezident Moravsko-slezského zemského práva (1810) a nejvyšší zemský sudí Moravského markrabství (1810 nebo 1811–1812). V prvním manželství se narodily následující děti: - 1. Kajetán (1787–?) - 2. Alžběta První manželka byla pohřbena v Brně. Františkův bratr Vincenc (1751–1800) založil větev svobodných pánů Dubských z Třebomyslic a Jan Nepomuk (1752–1790) mladší hraběcí – zdislavickou větev.                                                                           |
| 1.      | 8.         | František Dubský z Třebomyslic                                    | 25. 8. 1812 Brno                                                     | Růžena (Rosa) z Kaisersheimu † 1756                                                                      | 15. nebo 22. 5. 1805: Antonie Piatti z Drnovic (č. 3)                                   | Pohřben 27. 8. 1812 v Lysicích. Do nové hrobky ostatky uloženy 6. 12. 1881.                                                                                          | Zakladatel lysické větve Dubských, císařský komorník (1772) a tajný rada (1811), dvorní rada nejvyššího soudu ve Vídni (1804), v roce 1810 povýšený do hraběcího stavu, prezident Moravsko-slezského zemského práva (1810) a nejvyšší zemský sudí Moravského markrabství (1810 nebo 1811–1812). V prvním manželství se narodily následující děti: - 1. Kajetán (1787–?) - 2. Alžběta První manželka byla pohřbena v Brně. Františkův bratr Vincenc (1751–1800) založil větev svobodných pánů Dubských z Třebomyslic a Jan Nepomuk (1752–1790) mladší hraběcí – zdislavickou větev.                                                                           |
| 2.      | 10.        | Oldřich Dubský z Třebomyslic                                      | 29. 3. 1834 Brno                                                     | Emanuel Dubský z Třebomyslic (č. 9)                                                                      |                                                                                         | Pohřben 6. 5. 1834 v Lysicích. Do nové hrobky ostatky uloženy 6. 12. 1881.                                                                                           | Zemřel ve věku jednoho měsíce na střevní katar. |
| 2.      | 10.        | Oldřich Dubský z Třebomyslic                                      | 3. 5. 1834 Lysice                                                    | Matylda z Zierotin-Lilgenau (č. 11)                                                                      |                                                                                         | Pohřben 6. 5. 1834 v Lysicích. Do nové hrobky ostatky uloženy 6. 12. 1881.                                                                                           | Zemřel ve věku jednoho měsíce na střevní katar. |
| 3.      | (8.)       | Antonie Piatti z Drnovic                                          | 14. 9. 1773 Lysice                                                   | Jan Piatti z Drnovic † 16. 5. 1805                                                                       | 15. nebo 22. 5. 1805: František Dubský z Třebomyslic (č. 1)                             | Pohřbena 8. 1. 1843 za přítomnosti 15 kněží v Lysicích. Do nové hrobky ostatky uloženy 6. 12. 1881.                                                                  | Jediná majitelka lysického zámku v letech 1820 až 1843. Zemřela ve věku 69 (nebo 71) let na ochrnutí plic. Narodil se jí syn: - Emanuel (1806–1881; č. 9) |
| 3.      | (8.)       | Antonie Piatti z Drnovic                                          | 4. 1. 1843 Brno                                                      | Marie Antonie Hauerová † 21. 5. 1828                                                                     | 15. nebo 22. 5. 1805: František Dubský z Třebomyslic (č. 1)                             | Pohřbena 8. 1. 1843 za přítomnosti 15 kněží v Lysicích. Do nové hrobky ostatky uloženy 6. 12. 1881.                                                                  | Jediná majitelka lysického zámku v letech 1820 až 1843. Zemřela ve věku 69 (nebo 71) let na ochrnutí plic. Narodil se jí syn: - Emanuel (1806–1881; č. 9) |
| 4.      | 10.        | Hermína Dubská z Třebomyslic                                      | 30. 9. 1841                                                          | Emanuel Dubský z Třebomyslic (č. 9)                                                                      |                                                                                         | Pohřbena 16. 2. 1848 v Lysicích. Do nové hrobky ostatky uloženy 6. 12. 1881.                                                                                         | Zemřela ve věku 6 let. |
| 4.      | 10.        | Hermína Dubská z Třebomyslic                                      | 14. 2. 1848 Brno                                                     | Matylda z Zierotin-Lilgenau (č. 11)                                                                      |                                                                                         | Pohřbena 16. 2. 1848 v Lysicích. Do nové hrobky ostatky uloženy 6. 12. 1881.                                                                                         | Zemřela ve věku 6 let. |
| 5.      | 10.        | Serafína Dubská z Třebomyslic                                     | 20. 12. 1837                                                         | Emanuel Dubský z Třebomyslic (č. 9)                                                                      |                                                                                         | Pohřbena 6. 1. 1851 v rodinné hrobce v Lysicích. Do nové hrobky ostatky uloženy 6. 12. 1881.                                                                         | Po úrazu ochrnula a oslepla, zemřela ve věku 13 let. |
| 5.      | 10.        | Serafína Dubská z Třebomyslic                                     | 2. 1. 1851 Vídeň                                                     | Matylda z Zierotin-Lilgenau (č. 11)                                                                      |                                                                                         | Pohřbena 6. 1. 1851 v rodinné hrobce v Lysicích. Do nové hrobky ostatky uloženy 6. 12. 1881.                                                                         | Po úrazu ochrnula a oslepla, zemřela ve věku 13 let. |
| 6.      | 10.        | Alfons Gottlob Dubský                                             | 22. 9. 1843                                                          | Emanuel Dubský z Třebomyslic (č. 9)                                                                      |                                                                                         | Pohřben v roce 1866 u Vysokova po bitvě u Náchoda, po roce byly jeho ostatky převezeny a 7. 6. 1867 pohřbeny v Lysicích. Do nové hrobky ostatky uloženy 6. 12. 1881. | Nadporučík, padl v prusko-rakouské válce (byl zasažen dělovou ranou). |
| 6.      | 10.        | Alfons Gottlob Dubský                                             | 27. 6. 1866 padl u Vysokova                                          | Matylda z Zierotin-Lilgenau (č. 11)                                                                      |                                                                                         | Pohřben v roce 1866 u Vysokova po bitvě u Náchoda, po roce byly jeho ostatky převezeny a 7. 6. 1867 pohřbeny v Lysicích. Do nové hrobky ostatky uloženy 6. 12. 1881. | Nadporučík, padl v prusko-rakouské válce (byl zasažen dělovou ranou). |
| 7.      | 10.        | Richard Gottlob Dubský z Třebomyslic                              | 20. 2. 1845                                                          | Emanuel Dubský z Třebomyslic (č. 9)                                                                      |                                                                                         | Do nové hrobky ostatky uloženy 6. 12. 1881. | Poručík u hulánů. |
| 7.      | 10.        | Richard Gottlob Dubský z Třebomyslic                              | 1872 zavražděn poblíž města Komárváros v Uhrách                      | Matylda z Zierotin-Lilgenau (č. 11)                                                                      |                                                                                         | Do nové hrobky ostatky uloženy 6. 12. 1881. | Poručík u hulánů. |
| 8.      | 11.        | Hedvika Dubská z Třebomyslic                                      | 28. 10. 1878 Lysice                                                  | Quido Dubský z Třebomyslic (č. 12)                                                                       |                                                                                         | Pohřbena 21. 5. 1879 v Lysicích. Do nové hrobky ostatky uloženy 6. 12. 1881.                                                                                         | Zemřela ve věku šesti a půl měsíce na laryngospasmus. |
| 8.      | 11.        | Hedvika Dubská z Třebomyslic                                      | 17. 5. 1879 Cheb                                                     | Elisabeth Kinská z Vchynic a Tetova (č. 17)                                                              |                                                                                         | Pohřbena 21. 5. 1879 v Lysicích. Do nové hrobky ostatky uloženy 6. 12. 1881.                                                                                         | Zemřela ve věku šesti a půl měsíce na laryngospasmus. |
| 9.      | 9.         | Emanuel Dubský z Třebomyslic                                      | 20. 2. 1806 Vídeň                                                    | František Dubský z Třebomyslic (č. 1)                                                                    | 12. 6. 1833 Bludov: Matylda z Zierotin-Lilgenau (č. 11)                                 | Pohřben 22. 9. 1881 v nově zbudované rodinné hrobce v Lysicích jako první.                                                                                           | Zakladatel hrobky. Císařský komoří (1854), tajný rada (1862), poslanec moravského zemského sněmu (1848–1849 moravský provizorní sněm, 1861–1867, 1867–1870, 1873–1878) a moravský zemský hejtman (1861–1867 a 1867–1870), doživotní člen Panské sněmovny rakouské Říšské rady (1869–1881), prezident Moravské banky pro průmyslu a obchod v Brně (1869–1878), držitel Řádu železné koruny 3. třídy (1854), komandér papežského řádu sv. Řehoře Velikého, velkokříže řádu Františka Josefa. Podporovatel českého národního obrození, milovník umění a znalec historie a heraldiky. Majitel statků Lysice a Drnovice. Zemřel ve věku 75 let na ochrnutí srdce. |
| 9.      | 9.         | Emanuel Dubský z Třebomyslic                                      | 19. 9. 1881 Lysice                                                   | Antonie Piatti z Drnovic (č. 3)                                                                          | 12. 6. 1833 Bludov: Matylda z Zierotin-Lilgenau (č. 11)                                 | Pohřben 22. 9. 1881 v nově zbudované rodinné hrobce v Lysicích jako první.                                                                                           | Zakladatel hrobky. Císařský komoří (1854), tajný rada (1862), poslanec moravského zemského sněmu (1848–1849 moravský provizorní sněm, 1861–1867, 1867–1870, 1873–1878) a moravský zemský hejtman (1861–1867 a 1867–1870), doživotní člen Panské sněmovny rakouské Říšské rady (1869–1881), prezident Moravské banky pro průmyslu a obchod v Brně (1869–1878), držitel Řádu železné koruny 3. třídy (1854), komandér papežského řádu sv. Řehoře Velikého, velkokříže řádu Františka Josefa. Podporovatel českého národního obrození, milovník umění a znalec historie a heraldiky. Majitel statků Lysice a Drnovice. Zemřel ve věku 75 let na ochrnutí srdce. |
| 10.     | 10.        | Zbyněk (Benno) Dubský z Třebomyslic                               | 28. 7. 1840                                                          | Emanuel Dubský z Třebomyslic (č. 9)                                                                      |                                                                                         | Pohřben 21. 7. 1886 v rodinné hrobce u hřbitova v Lysicích. | c. k. komoří, poručík hulánského pluku č. 9 v Haliči ve Lvově, zúčastnil se prusko-rakouské války v roce 1866. Zemřel ve věku 45 let na úbyt míchy. |
| 10.     | 10.        | Zbyněk (Benno) Dubský z Třebomyslic                               | 18. 7. 1886 Lysice                                                   | Matylda z Zierotin-Lilgenau (č. 11)                                                                      |                                                                                         | Pohřben 21. 7. 1886 v rodinné hrobce u hřbitova v Lysicích. | c. k. komoří, poručík hulánského pluku č. 9 v Haliči ve Lvově, zúčastnil se prusko-rakouské války v roce 1866. Zemřel ve věku 45 let na úbyt míchy. |
| 11.     | (9.)       | Matylda (Mathilda) z Zierotin-Lilgenau                            | 27. 11. 1808 Bludov                                                  | František Josef z Zierotin-Lilgenau 6. 4. 1772 – 30. 5. 1845                                             | 12. 6. 1833 Bludov: Emanuel Dubský z Třebomyslic (č. 9)                                 | Pohřbena 18. 10. 1887 v rodinné hrobce u hřbitova v Lysicích. | Dvorní dáma u císařského dvora a zakladatelka první dětské nemocnice na Moravě – nemocnice u sv. Cyrila a Metoděje v Brně. Zemřela ve věku 78 let na ochrnutí srdce. Narodily se jí následující děti: - 1. Oldřich (*/† 1834; č. 2) - 2. Quido (1835–1907; č. 12) - 3. Ervín (1836–1909; č. 13) - 4. Serafína (1837–1851; č. 5) - 5. Oskar (1839–1859; padl v bitvě u Solferina; pochován v Solferinu) - 6. Zbyněk (Benno; 1840–1886; č. 10) - 7. Hermína (1841–1848; č. 4) - 8. Alfons (1843–1866; č. 6) - 9. Richard (1845–1872; č. 7) - 10. Marie (1847–1918; č. 14) - 11. Oldřiška (1850–1922; č. 15) - 12. Ludwiga (Viga; 1853–1926; č. 16)             |
| 11.     | (9.)       | Matylda (Mathilda) z Zierotin-Lilgenau                            | 15. 10. 1887 Lysice                                                  | Arnoštka (Ernestina) Skrbenská z Hříště 17. 11. 1777 – 2. 9. 1854                                        | 12. 6. 1833 Bludov: Emanuel Dubský z Třebomyslic (č. 9)                                 | Pohřbena 18. 10. 1887 v rodinné hrobce u hřbitova v Lysicích. | Dvorní dáma u císařského dvora a zakladatelka první dětské nemocnice na Moravě – nemocnice u sv. Cyrila a Metoděje v Brně. Zemřela ve věku 78 let na ochrnutí srdce. Narodily se jí následující děti: - 1. Oldřich (*/† 1834; č. 2) - 2. Quido (1835–1907; č. 12) - 3. Ervín (1836–1909; č. 13) - 4. Serafína (1837–1851; č. 5) - 5. Oskar (1839–1859; padl v bitvě u Solferina; pochován v Solferinu) - 6. Zbyněk (Benno; 1840–1886; č. 10) - 7. Hermína (1841–1848; č. 4) - 8. Alfons (1843–1866; č. 6) - 9. Richard (1845–1872; č. 7) - 10. Marie (1847–1918; č. 14) - 11. Oldřiška (1850–1922; č. 15) - 12. Ludwiga (Viga; 1853–1926; č. 16)             |
| 12.     | 10.        | Quido (Guido) Dubský z Třebomyslic                                | 19. 3. 1835 Brno                                                     | Emanuel Dubský z Třebomyslic (č. 9)                                                                      | 25. 7. 1877 Praha: Elisabeth Kinská z Vchynic a Tetova (č. 17)                          | Pohřben 26. 2. 1907 v Lysicích. | C. k. komoří (1874) a skutečný tajný rada, generálmajor rakouské armády (1885), poslanec moravského zemského sněmu (1882–1907), poslanec rakouské Říšské rady (1885–1907), rytíř Řádu červené orlice 4. třídy, držitel Řádu železné koruny 3. třídy, prezident Moravsko-slezského lesnického spolku v Brně. Majitel statků Lysice a Drnovice (1881–1907). Zemřel náhle ve věku 71 let na srdeční mrtvici. |
| 12.     | 10.        | Quido (Guido) Dubský z Třebomyslic                                | 22. 2. 1907 Vídeň                                                    | Matylda z Zierotin-Lilgenau (č. 11)                                                                      | 25. 7. 1877 Praha: Elisabeth Kinská z Vchynic a Tetova (č. 17)                          | Pohřben 26. 2. 1907 v Lysicích. | C. k. komoří (1874) a skutečný tajný rada, generálmajor rakouské armády (1885), poslanec moravského zemského sněmu (1882–1907), poslanec rakouské Říšské rady (1885–1907), rytíř Řádu červené orlice 4. třídy, držitel Řádu železné koruny 3. třídy, prezident Moravsko-slezského lesnického spolku v Brně. Majitel statků Lysice a Drnovice (1881–1907). Zemřel náhle ve věku 71 let na srdeční mrtvici. |
| 13.     | 10.        | Ervín Dubský z Třebomyslic                                        | 23. 6. 1836 Brno                                                     | Emanuel Dubský z Třebomyslic (č. 9)                                                                      |                                                                                         | Pohřben 3. 3. 1909 v rodinné hrobce v Lysicích. | C. k. komoří, fregatní kapitán. Do Lysic dovezl sbírku vzácných exotických zbraní a knih, je autorem cenných fotoalb ze svých cest. Zemřel ve věku 72 let na zkornatění cév. |
| 13.     | 10.        | Ervín Dubský z Třebomyslic                                        | 28. 2. 1909 Vídeň                                                    | Matylda z Zierotin-Lilgenau (č. 11)                                                                      |                                                                                         | Pohřben 3. 3. 1909 v rodinné hrobce v Lysicích. | C. k. komoří, fregatní kapitán. Do Lysic dovezl sbírku vzácných exotických zbraní a knih, je autorem cenných fotoalb ze svých cest. Zemřel ve věku 72 let na zkornatění cév. |
| 14.     | 10.        | Marie Dubská z Třebomyslic                                        | 1. 2. 1847 Brno                                                      | Emanuel Dubský z Třebomyslic (č. 9)                                                                      |                                                                                         | Pohřbena 19. 2. 1918 v Lysicích. | Soukromnice v Ponfeldu v Korutansku. Zemřela ve věku 71 let na vodnatelnost. |
| 14.     | 10.        | Marie Dubská z Třebomyslic                                        | 13. 2. 1918 zámek Ehrenbichl (?)                                     | Matylda z Zierotin-Lilgenau (č. 11)                                                                      |                                                                                         | Pohřbena 19. 2. 1918 v Lysicích. | Soukromnice v Ponfeldu v Korutansku. Zemřela ve věku 71 let na vodnatelnost. |
| 15.     | 10.        | Oldřiška Dubská z Třebomyslic                                     | 6. 6. 1850 Brno                                                      | Emanuel Dubský z Třebomyslic (č. 9)                                                                      |                                                                                         | Pohřbena 17. 2. 1922 v Lysicích. | Soukromnice ve Waldhofu, obec Ponfeld u Klagenfurtu. Zemřela ve věku 71 let na zkornatění tepen během léčení v Sanatoriu Panny Marie Pomocné (Sanatorium Maria Hilf). |
| 15.     | 10.        | Oldřiška Dubská z Třebomyslic                                     | 8. 2. 1922 Klagenfurt (Celovec)                                      | Matylda z Zierotin-Lilgenau (č. 11)                                                                      |                                                                                         | Pohřbena 17. 2. 1922 v Lysicích. | Soukromnice ve Waldhofu, obec Ponfeld u Klagenfurtu. Zemřela ve věku 71 let na zkornatění tepen během léčení v Sanatoriu Panny Marie Pomocné (Sanatorium Maria Hilf). |
| 16.     | 10.        | Ludwiga (Viga) Dubská z Třebomyslic                               | 6. 8. 1853 Waldhof u Celovce                                         | Emanuel Dubský z Třebomyslic (č. 9)                                                                      |                                                                                         | | |
| 16.     | 10.        | Ludwiga (Viga) Dubská z Třebomyslic                               | 12. 10. 1926 Lysice                                                  | Matylda z Zierotin-Lilgenau (č. 11)                                                                      |                                                                                         | | |
| 17.     | (10.)      | Elisabeth (Alžběta) Kinská z Vchynic a Tetova (ze sloupské větve) | 7. 5. 1855 Praha                                                     | August Leopold Kinský z Vchynic a Tetova 25. 6. 1817 Chlumec nad Cidlinou – 18. 4. 1891 Lešná            | 25. 7. 1877 Praha: Quido Dubský z Třebomyslic (č. 12)                                   | Pohřbena 26. 11. 1942 v Lysicích. | Dáma Řádu hvězdového kříže (1878). Narodily se jí následující děti: - 1. Hedvika (1878–1879; č. 8) - 2. Felicitas, provd. Dobhloff-Dier (1880–1952) - 3. Albrecht (1882–1962; č. 18) - 4. Markéta, provd. Kinská (1885–1968) - 5. Kristýna, provd. Wenzl von Sternbach (1894–1975) |
| 17.     | (10.)      | Elisabeth (Alžběta) Kinská z Vchynic a Tetova (ze sloupské větve) | 24. 11. 1942 Třešť                                                   | Bedřiška (Friederike) Dubská z Třebomyslic (ze zdislavické větve) 25. 7. 1829 Vídeň – 29. 12. 1895 Praha | 25. 7. 1877 Praha: Quido Dubský z Třebomyslic (č. 12)                                   | Pohřbena 26. 11. 1942 v Lysicích. | Dáma Řádu hvězdového kříže (1878). Narodily se jí následující děti: - 1. Hedvika (1878–1879; č. 8) - 2. Felicitas, provd. Dobhloff-Dier (1880–1952) - 3. Albrecht (1882–1962; č. 18) - 4. Markéta, provd. Kinská (1885–1968) - 5. Kristýna, provd. Wenzl von Sternbach (1894–1975) |
| 18.     | 11.        | Albrecht Dubský z Třebomyslic                                     | 12. 7. 1882 Lysice                                                   | Quido Dubský z Třebomyslic (č. 12)                                                                       | 18. 2. 1919 Sokolnice u Brna: Juliana Mitrovská z Mitrovic a Nemyšle (č. 20)            | Ostatky převezeny z Vídně v roce 2000. | Poslední soukromý majitel zámku a velkostatku Lysice (1907–1945), v roce 1945 mu byl majetek zkonfiskován. |
| 18.     | 11.        | Albrecht Dubský z Třebomyslic                                     | 11. 10. 1962 Vídeň                                                   | Elisabeth Kinská z Vchynic a Tetova (č. )                                                                | 18. 2. 1919 Sokolnice u Brna: Juliana Mitrovská z Mitrovic a Nemyšle (č. 20)            | Ostatky převezeny z Vídně v roce 2000. | Poslední soukromý majitel zámku a velkostatku Lysice (1907–1945), v roce 1945 mu byl majetek zkonfiskován. |
| 19.     |            | Karel Mitrovský z Mitrovic a Nemyšle                              | 28. 11. 1905 Sokolnice                                               | Vladimír Josef Mitrovský z Mitrovic a Nemyšle 24. 7. 1864 Sokolnice – 21. 1. 1930 Baden bei Wien         | 14. 9. 1936 (rozvedeni 28. 5. 1942): Valerie Rückert 11. 11. 1911 Brno – ?              | Ostatky převezeny z Vídně v roce 2000. | Bratr Juliany (č. 20) |
| 19.     | 8. 6. 1969 | Karel Mitrovský z Mitrovic a Nemyšle                              | Marie Pia Baworów-Baworowska 2. 7. 1869 Vídeň – 9. 2. 1930 Sokolnice | | 14. 9. 1936 (rozvedeni 28. 5. 1942): Valerie Rückert 11. 11. 1911 Brno – ?              | Ostatky převezeny z Vídně v roce 2000. | Bratr Juliany (č. 20) |
| 20.     | (11.)      | Juliana Mitrovská z Mitrovic a Nemyšle                            | 15. 6. 1898 Dolní Rožínka                                            | Vladimír Josef Mitrovský z Mitrovic a Nemyšle 24. 7. 1864 Sokolnice – 21. 1. 1930 Baden bei Wien         | 18. 2. 1919 Sokolnice u Brna: Albrecht Dubský z Třebomyslic (č. 18)                     | Ostatky převezeny z Vídně v roce 2000. | Bezdětná. |
| 20.     | (11.)      | Juliana Mitrovská z Mitrovic a Nemyšle                            | 4. 6. 1986 Vídeň                                                     | Marie Pia Baworów-Baworowska 2. 7. 1869 Vídeň – 9. 2. 1930 Sokolnice                                     | 18. 2. 1919 Sokolnice u Brna: Albrecht Dubský z Třebomyslic (č. 18)                     | Ostatky převezeny z Vídně v roce 2000. | Bezdětná. |

### Nápisy na náhrobních deskách
Texty náhrobních desek zpracovala Kateřina Konečná.
| Pořadí podle předchozí tabulky / jméno / umístění / text náhrobní desky | Pořadí podle předchozí tabulky / jméno / umístění / text náhrobní desky | Pořadí podle předchozí tabulky / jméno / umístění / text náhrobní desky                                                                                                 |
| --- | --- | --- |
| 1. František Dubský | 8. Hedvika a 2. Oldřich Dubští | 3. Antonie Piatti |
| vzadu vpravo | vzadu vpravo | vzadu vpravo |
| FRANZ GRAF DUBSKY FREIHERR VON TRZEBOMYSLIC k. k. Kämmerer u. geheimer Rath, Oberst Landrichter u. Landrechts Präsident in Mähren geb. am 5. Mai 1750 gest. am 25. Aug. 1812                                                                               | HEDWIG GRÄFIN DUBSKY FREIIN VON TRZEBOMYSLIC geb. am 23. Okt. 1878 – gest. am 18. Mai 1879 ______________________ UDALRICH GRAF DUBSKY FREIHERR VON TRZEBOMYSLIC geb. am 29. März 1834, gest. am 3. Mai 1834. | ANTONIA GRÄFIN DUBSKY FREIIN VON TRZEBOMYSLIC GEBOR´NE PIATI VON DIRNOWITZ Herrin der Herrschaft Lissitz und Dirnowitz geb. am 13. Sept. 1773, gest. am 4. Jänner 1843. |
| 4. Hermína Dubská | 5. Serafína Dubská | 6. Alfons Dubský |
| vpředu vpravo | vpředu vpravo | vpředu vpravo |
| HERMINE GRÄFIN DUBSKY FREIIN VON TRZEBOMYSLIC geb am 29. Dez. 1841, gest am 18. Feb. 1848. | SERAPHINE GRÄFIN DUBSKY FREIIN VON TRZEBOMYSLIC geb. am 20. Dez. 1837, gest. am 3.Jänner 1851. | ALPHONS GRAF DUBSKY FREIHERR VON TRZEBOMYSLIC K. K. Oberlieutenant im 11. Curafsier Regt. geb. am 22. Sept. 1843, gefallen im Gefechte bei Wysokow am 26. Juni 1866.    |
| 7. Richard Dubský | 9. Emanuel Dubský | 10. Zbyněk Dubský |
| vpředu vpravo | vzadu vlevo | vzadu vlevo |
| RICHARD GRAF DUBSKY FREIHERR VON TRZEBOMYSLIC geb. am 20. Feber 1845, gest. am 15. August 1872. | EMANUEL GRAF DUBSKY FREIHERR VON TRZEBOMYSLIC k. k. Kämmerer u. geheimer Rath, Director der k. k. m. schl. Gesellschaft für Ackerbau Natur u. Landeskunde geb. am 20. Febr 1806, gest. am 19. Sept. 1881.     | BENNO GRAF DUBSKY FREIHERR VON TRZEBOMYSLIC K. k. Kämmerer geb. am 28. Juli 1840, gest. am 18. Juli 1886.                                                               |
| 11. Matylda ze Zierotina | 12. Quido Dubský | 13. Evín Dubský |
| vzadu vlevo | vzadu vlevo | vzadu vlevo |
| MATHILDE GRÄFIN DUBSKY FREIIN VON TRZEBOMYSLIC GEB. GRÄFIN VON HERRIN VON ZIEROTIN FREIIN VON LILGENAU Palastdame J. M. der Kaiserin I. Vorsteherin des Kinderspital Vereines zum heil. Cyril und Methud in Brünn. geb. 27. Nov. 1808, gest. 15 Okt. 1887. | GUIDO GRAF DUBSKY FREIHERR VON TRZEBOMYSLIC k. k. Kämmerer u. geheim. Rath k. u k. Generalmajor geb. am 19. März 1835, gest. am 22. Februar 1907.                                                             | ERWIN GRAF DUBSKY FREIHERR VON TRZEBOMYSLIC k. u. k. Korvetten kapitän geb. am 23. Juni 1836 gest. am 16. Oktober 1909                                                  |
| 17. Elisabeth Kinská | 18. Albrecht Dubský, 20. Juliane a 19. Karl Mittrowsky | |
| vzadu vlevo | vpředu vlevo | |
| ELISABETH GRÄFIN DUBSKY GEB. GRÄFIN KINSKI von Wchinitz und Tettau Sternkreuzordensdame geb. Prag 7. Mai 1855 gest. Triesch 24. Nov. 1942 | ALBRECHT GRAF DUBSKY * 12. VII. 1882 + 11. X. 1962 JULIANE GRÄFIN DUBSKY * 15. VI. 1898 + 4. VI. 1986 KARL GRAF MITTROWSKY * 28. XI. 1905 + 8. VI. 1969 R. I. P                                               | |